# Proteste im Sudan 2018–19

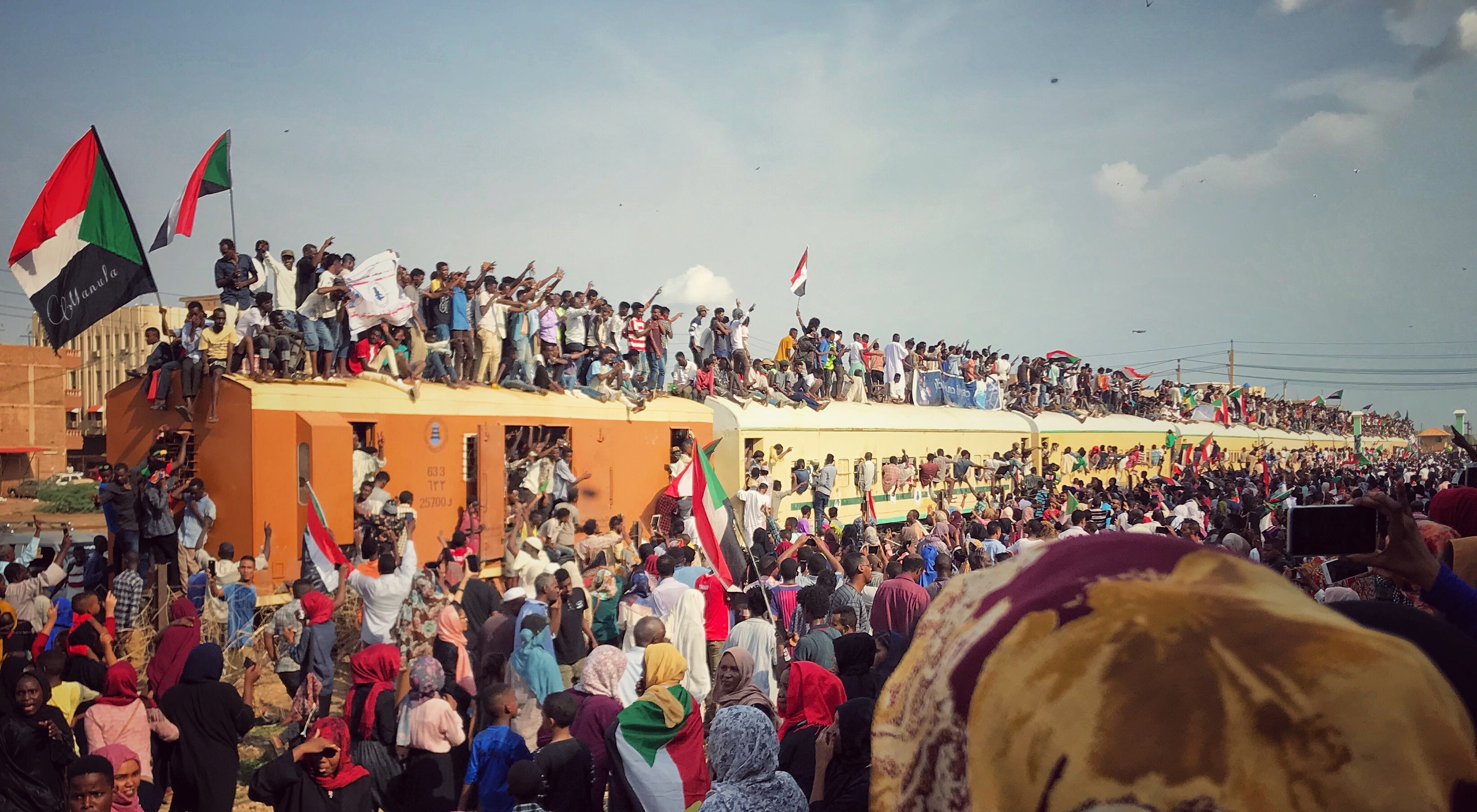
In Khartum am 21. August 2019

Am 19. Dezember 2018 brachen Demonstrationen in mehreren sudanesischen Städten aus. Grund hierfür waren gestiegene Lebenshaltungskosten und die sich verschlechternde Wirtschaftslage. Die ursprünglichen Forderungen nach wirtschaftlichen Reformen wurden bald übertönt von der Forderung nach dem Rücktritt des Präsidenten Omar al-Bashir.
Die Regierung schlug die Proteste gewaltsam nieder. Am 22. Februar 2019 verhängte al-Bashir den Ausnahmezustand. Er löste die Regierung sowohl auf nationaler als auch auf regionaler Ebene auf und ersetzte diese durch Militärs und Geheimdienstbeamte. Am 8. März gab al-Bashir bekannt, alle bei den Protesten inhaftierten Frauen freilassen zu wollen. Am Wochenende des 6.–7. Aprils 2019 kam es erstmals nach Verhängung des Ausnahmezustandes wieder zu Massenprotesten. Am 11. April wurde al-Bashir von Militärs aus dem Amt geputscht.
Trotz des Putsches gingen die Proteste weiter, unter Führung der Sudanese Professionals Association und anderer demokratischer oppositioneller Gruppen. Diese forderten die Regierung (das Transitional Military Council (TMC)) auf, „unverzüglich und bedingungslos“ zurückzutreten und Platz zu machen für eine zivile Übergangsregierung. Ende April und im Mai gab es Verhandlungen zwischen dem TMC und der zivilen Opposition darüber, eine gemeinsame Übergangsregierung zu bilden. Diese Verhandlungen scheiterten, als die Rapid Support Forces und andere Kräfte des TMC beim Khartoum Massaker am 3. Juni 2019 118 Menschen töteten und zahlreiche weitere verletzten und vergewaltigten.
Als Antwort auf das Khartoum Massaker und die darauf folgenden Verhaftungen riefen die oppositionellen Gruppen zum Generalstreik vom 9. – 11. Juni auf. Sie riefen die Bevölkerung zum zivilen Ungehorsam und gewaltfreien Protest auf, solange das TMC die Macht nicht an eine zivile Regierung abgibt. Am 12. Juni beendete die Opposition ihren Streik und das TMC sagte zu, politische Gefangene frei zu lassen. Beide Seiten bekundeten Interesse daran, Verhandlungen über eine zivile Übergangsregierung wieder aufzunehmen. Nachdem am 5. Juli eine Einigung erzielt werden konnte, unterzeichneten beide Seiten am 17. Juli 2019 ein entsprechendes Abkommen. Es sieht einen „Souveränen Rat“ aus Vertretern des Militärs und der Protestbewegung vor, in dem zunächst die Armee den  Vorsitz übernimmt, später die Opposition.

## Hintergrund
Al-Bashir regierte das Land seit 1989, nachdem er einen erfolgreichen Putsch gegen den gewählten, aber zunehmend unbeliebten Präsidenten Sadiq al-Mahdi anführte. Der Internationale Strafgerichtshof klagte Al-Bashir an wegen Kriegsverbrechen und Verbrechen gegen die Menschlichkeit in der westlichen Provinz Dafur.
Im Januar 2018 kam es aufgrund steigender Brotpreise zu Massenprotesten in der Hauptstadt Khartoum. Die Proteste wurden angeführt von dem Gewerkschaftsverband Sudanese Professionals Association. Frauen spielten dabei eine zentrale Rolle.
Die sudanesische Regierung wertete die Landeswährung ab und strich Subventionen für Getreide und Elektrizität. Die Wirtschaft des Landes war bereits seit langer Zeit fragil, jedoch verschärften sich die Probleme 2011 mit der Unabhängigkeitserklärung des Südsudan, bis dahin eine wichtige Devisenquelle aufgrund seiner reichen Ölvorkommen. Die Entwertung des Sudanesischen Pfunds führte im Oktober 2018 zu stark schwankenden Wechselkursen und Bargeldknappheit, was sich bemerkbar machte durch lange Schlangen an Tankstellen, Lebensmittelgeschäften und Geldautomaten. Sudan hat eine Inflationsrate von 70 %, nur in Venezuela ist die Inflationsrate momentan höher. Im August 2018 unterstützte die Nationale Kongresspartei Al-Bashir’s erneute Kandidatur zur Präsidentschaftswahl 2020, trotz dessen wachsender Unbeliebtheit. Dies führte zu einer stärkeren innerparteilichen Opposition, da auch die Verfassung eine Wiederwahl Al-Bashirs nicht zulässt. Über Social Media organisierten Aktivisten eine Kampagne gegen Al-Bashir’s Kandidatur.

## Oppositionelle Gruppierungen und Persönlichkeiten
Die Sudanese Professionals Association koordinierte die Proteste. Die Gruppierung ist eine zivilgesellschaftliche Organisation und ein Dachverband verschiedener Gewerkschaften. Ihr Kern setzt sich aus Ärzten, Ingenieuren, Lehrern, Anwälten, Journalisten, Apothekern und anderen Angehörigen der urbanen Mittelschicht zusammen.  Nach ihrer Gründung im Jahr 2012 agierte die Gruppierung hauptsächlich im Verborgenen, um eine Schikane durch das sudanesische Regime zu vermeiden. Andere oppositionelle Gruppierungen ist das Nidaa Sudan, eine Bewegung die von vielen beliebten politischen Persönlichkeiten (u. a. Farouk Abu Issa und Amin Mekki Medani) gegründet wurde und der auch die National Umma Partei, die sudanesische Kongresspartei und die People’s Liberation Movement-North angehören. Außerdem beteiligten sich die National Consensus Forces, ein Bündnis aus Sudanesischer Kommunistischer Partei und sudanesischer Baath-Partei an den Protesten. Diese verschiedenen Gruppierungen vereinigten sich im Januar 2019 unter dem Namen Alliance for Freedom and Change und veröffentlichten die Declaration of Freedom and Change, in der der Rücktritt des Regimes und eine Demokratisierung des Landes unter einer zivilen Regierung gefordert wird. Die sozialistische Zeitschrift Jacobin beschrieb die sudanesische Protestbewegung „als die wahrscheinlich am besten organisierte und politisch fortschrittlichste Partei in Nordafrika und dem Nahen Osten“.

## Rolle der Frauen bei den Protesten
Viele westliche Medien heben die zentrale Rolle hervor, die Frauen bei den Protesten spielten. So schätzt der britische Sender BBC, dass zu Beginn der Proteste rund 70 Prozent der Demonstranten weiblich waren. Bis zur diesem Zeitpunkt richtete sich die sudanesische Gesetzgebung nach der islamistischen Auslegung der Sharia, die Frauen fundamentale Menschenrechte vorenthält. Beispielsweise konnten Mädchen ab einem Alter von 10 Jahren mit Einverständnis der Eltern zwangsverheiratet werden. Auch Auspeitschungen und weibliche Genitalverstümmelungen waren nicht verboten. Seit dem Mai 2020 sind weibliche Genitalverstümmelungen im Sudan nun eine Straftat.
Paragraf 152 des sudanesischen Strafgesetzes ermöglichte unter der Militärregierung von Omar al-Bashir die willkürliche Verhaftung von Frauen aufgrund ihrer Bekleidung. So war es gängige Praxis, dass Polizisten Frauen in Haft nahmen, um ihnen Strafzahlungen abzupressen. Während der Massenproteste gegen Bashir forderten Frauen auch ein Ende des Paragrafen 152.
Im Zuge der Räumung des Protestcamps am 3. Juni kam es zu gezielten Tötungen und anderen Menschenrechtsverletzungen durch die Rapid Support Forces. So seien Leichen sexuell missbrauchter Frauen aus dem Nil gezogen worden, auch in Krankenhäusern seien Fälle von Vergewaltigung dokumentiert worden. Die Rapid Support Forces sind eine paramilitärische Einheit, die hauptsächlich aus ehemaligen Mitgliedern der Dschandschawid Miliz besteht, denen bereits während des Darfur-Konflikts schwere Menschenrechtsverletzungen vorgeworfen wurden. Beobachtern zufolge sind Vergewaltigungen ein strategisches Mittel und erfolgen bereits seit dem Arabischen Frühling systematisch, um Oppositionelle einzuschüchtern.

## Internationale Reaktionen
- UNO Am 28. Dezember 2018 äußerten sich zwei Sonderberichterstatter der Vereinten Nationen besorgt über die Zunahme der Gewalt und über willkürliche Verhaftungen.[31]
- AU Am 16. April 2019 gab die Afrikanische Union bekannt, dass die Mitgliedschaft des Sudans ausgesetzt würde, falls nicht innerhalb von 2 Wochen eine zivile Regierung gebildet würde.[32]  Am 23. April wurde diese Position bei einem Gipfel in Kairo revidiert. Stattdessen wurde dem Transitional Military Council ein Ultimatum von 3 Monaten gestellt, um demokratische Wahlen zu organisieren.[33]
- Ägypten Ägyptens Außenminister Sameh Shoukry war der erste hochrangige Politiker eines arabischen Landes, der sich öffentlich auf die Seite der sudanesischen Regierung stellte.[34]
- Katar – Kurz nach Ausbruch der Proteste machte Omar al-Bashir einen Staatsbesuch beim Emir von Katar Tamim bin Hammad. Dieser sicherte der sudanesischen Regierung seine volle Unterstützung zu.[35]
- Saudi-Arabien König Salman schickte eine diplomatische Delegation in den Sudan mit dem Appell, die öffentliche Ordnung wiederherzustellen. Er sagte, die Sicherheit im Sudan sei Voraussetzung für die Sicherheit im saudischen Königreich selbst.[36]
- Vereinigte Arabische Emirate  Die Vereinigten Arabischen Emirate stellten der sudanesischen Regierung  1,12 Millionen Tonnen Benzin zur Verfügung und außerdem $ 300 Millionen.[37]
- Äthiopien Am 23. Juni gab die äthiopische Regierung bekannt, dass ein von ihr iniziiertes Vermittlungsangebot zu einer Einigung zwischen Militärrat und Protestierenden führte. So soll nun eine Übergangsverwaltung bestehend aus 7 Militärs und 8 Zivilisten gebildet werden.[38]